# Geografia della Thailandia

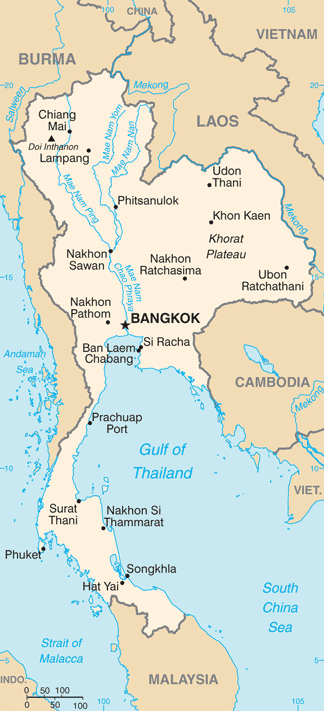
Carta della Thailandia.

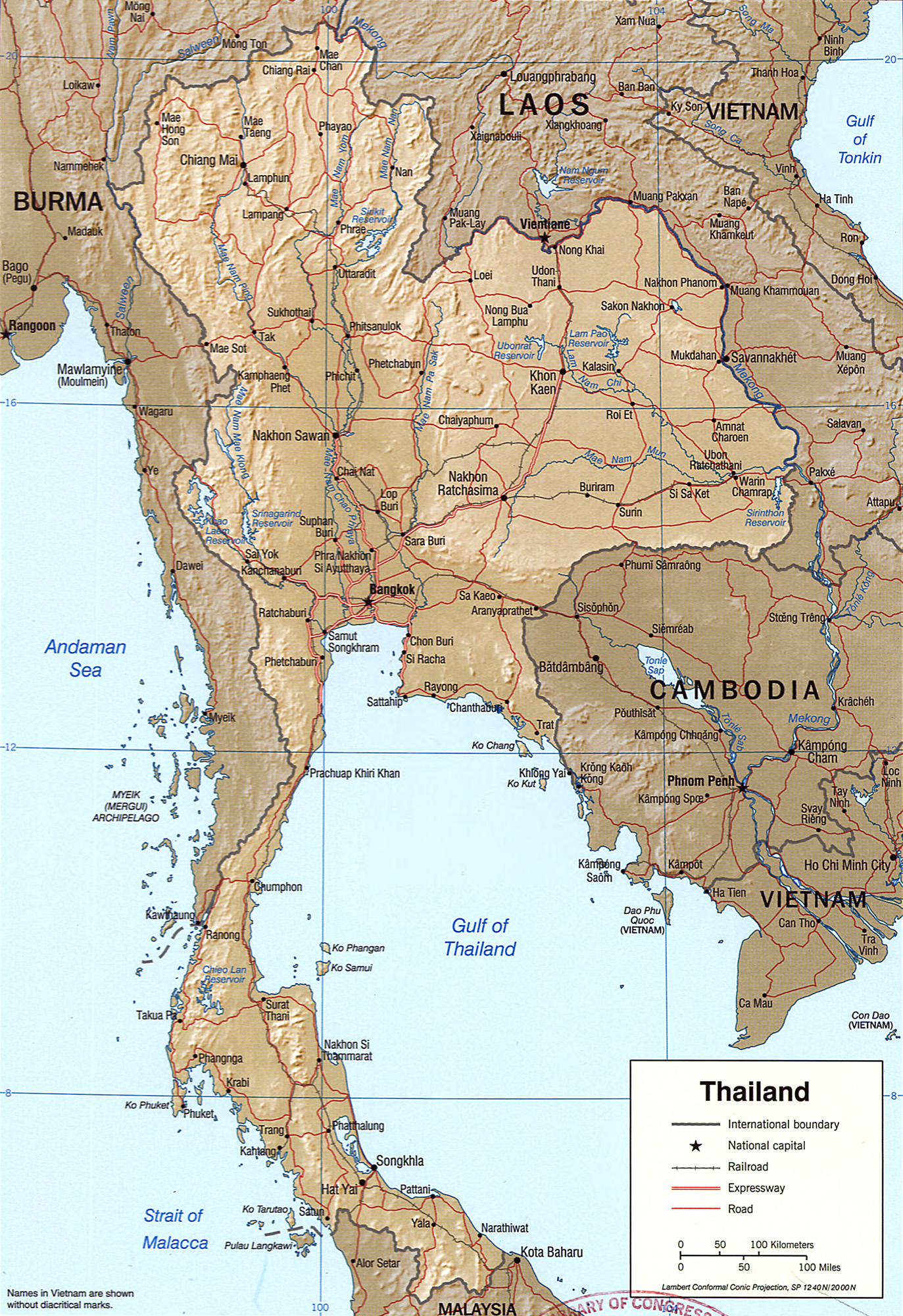
Carta dettagliata della Thailandia.

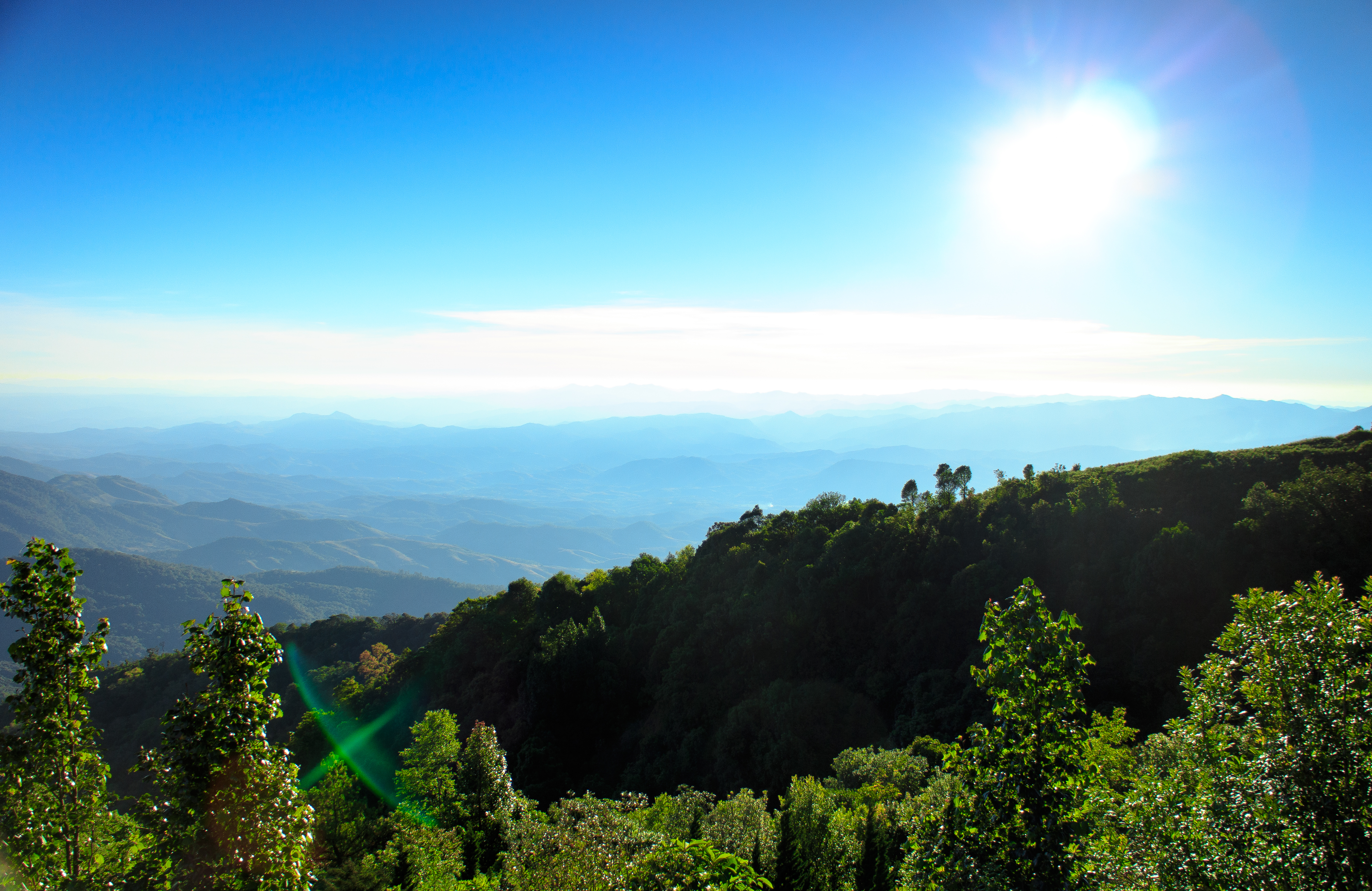
Il monte Inthanon.

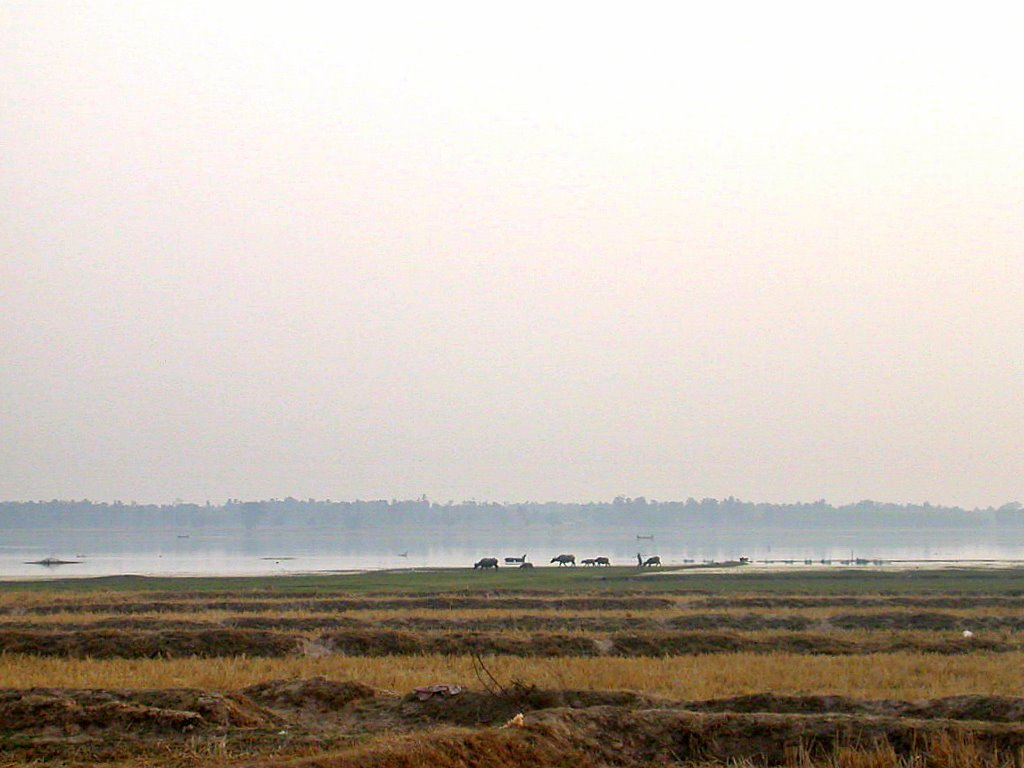
L'altopiano di Korat.

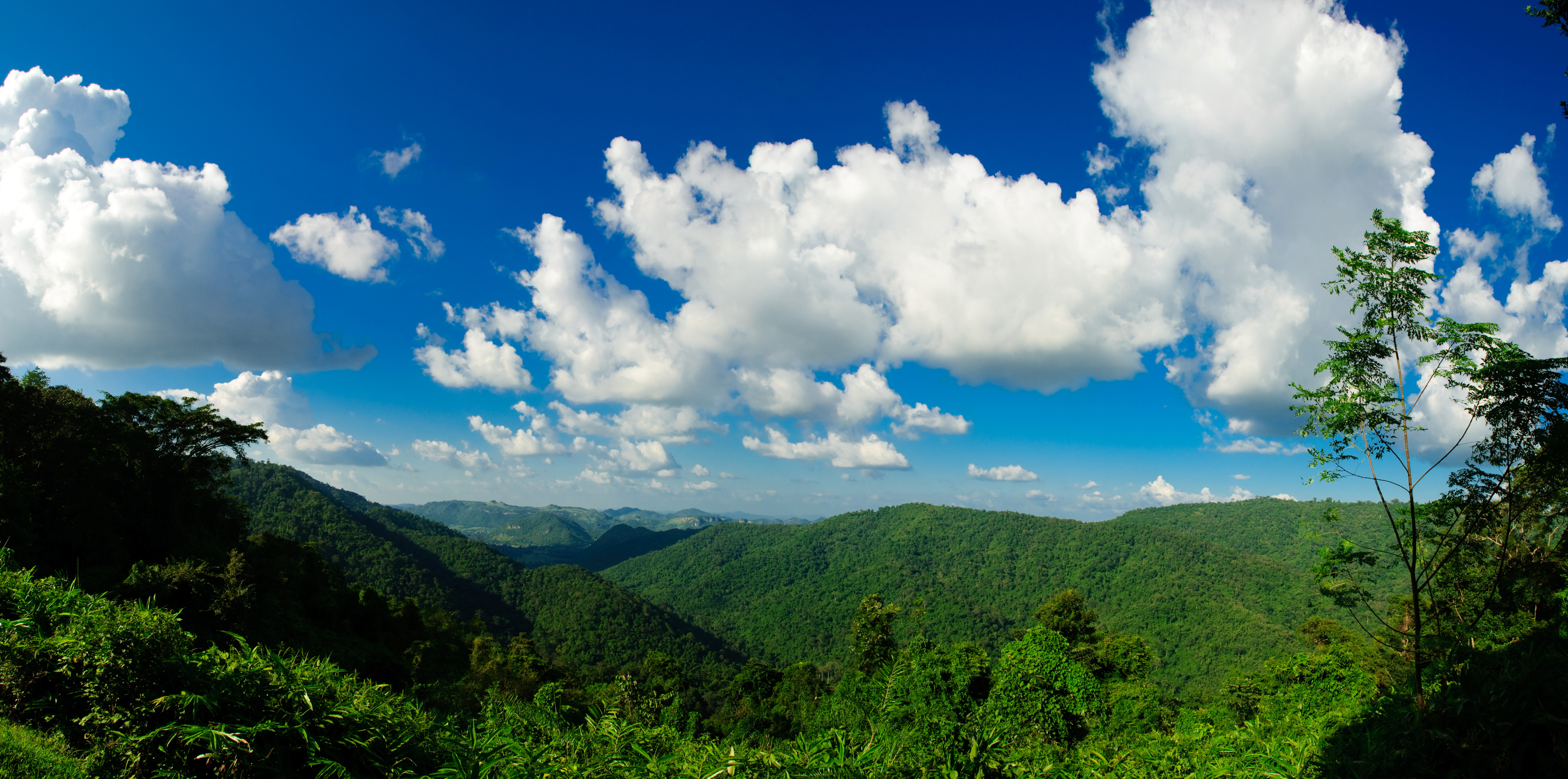
Veduta della Thailandia orientale.

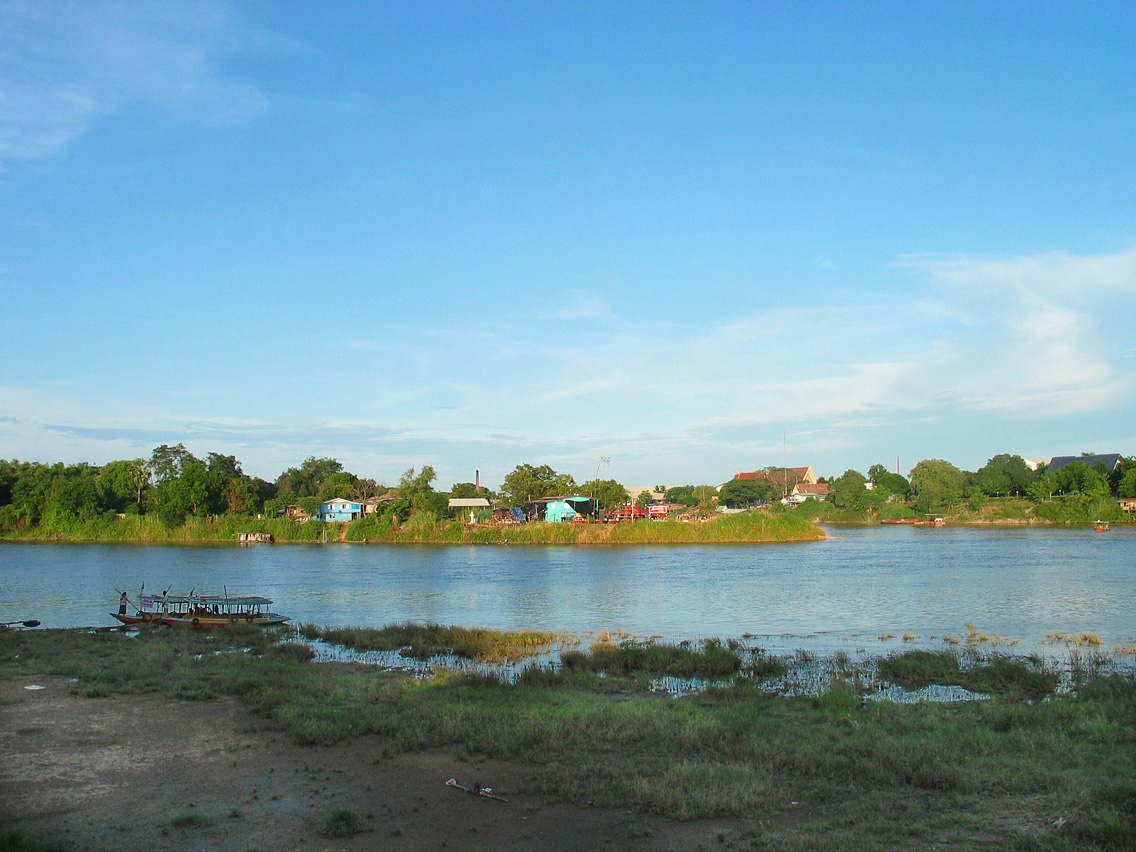
Il fiume Chao Phraya.

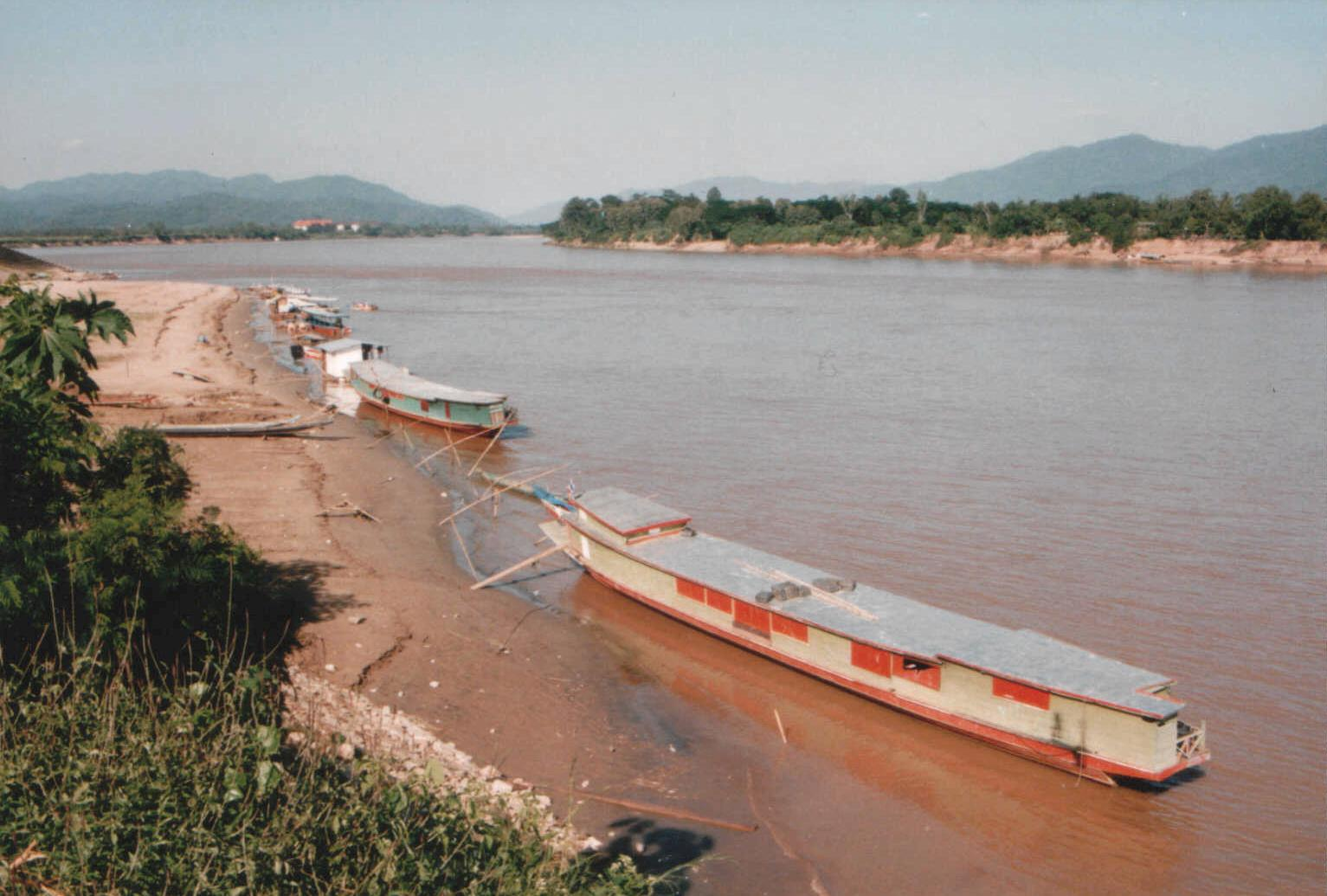
Il Mekong.

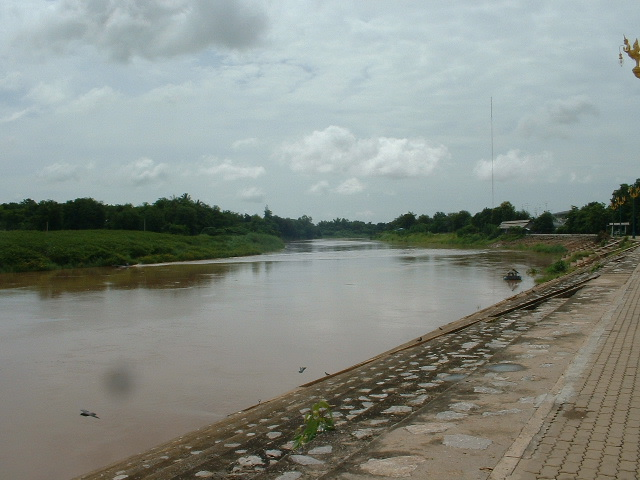
Il fiume Nan.

Carta climatica della Thailandia.

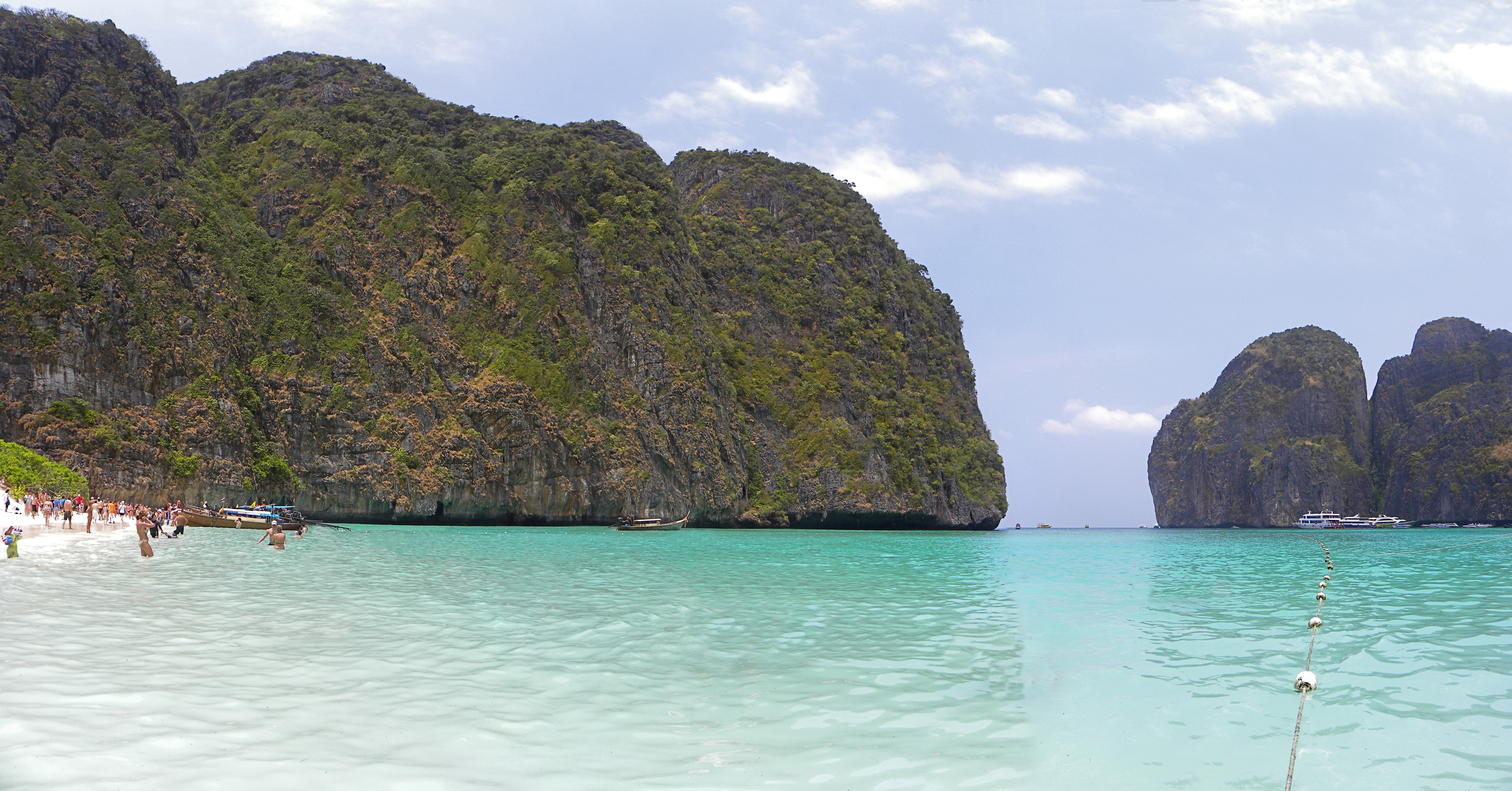
Spiaggia dell'isola di Phiphi.

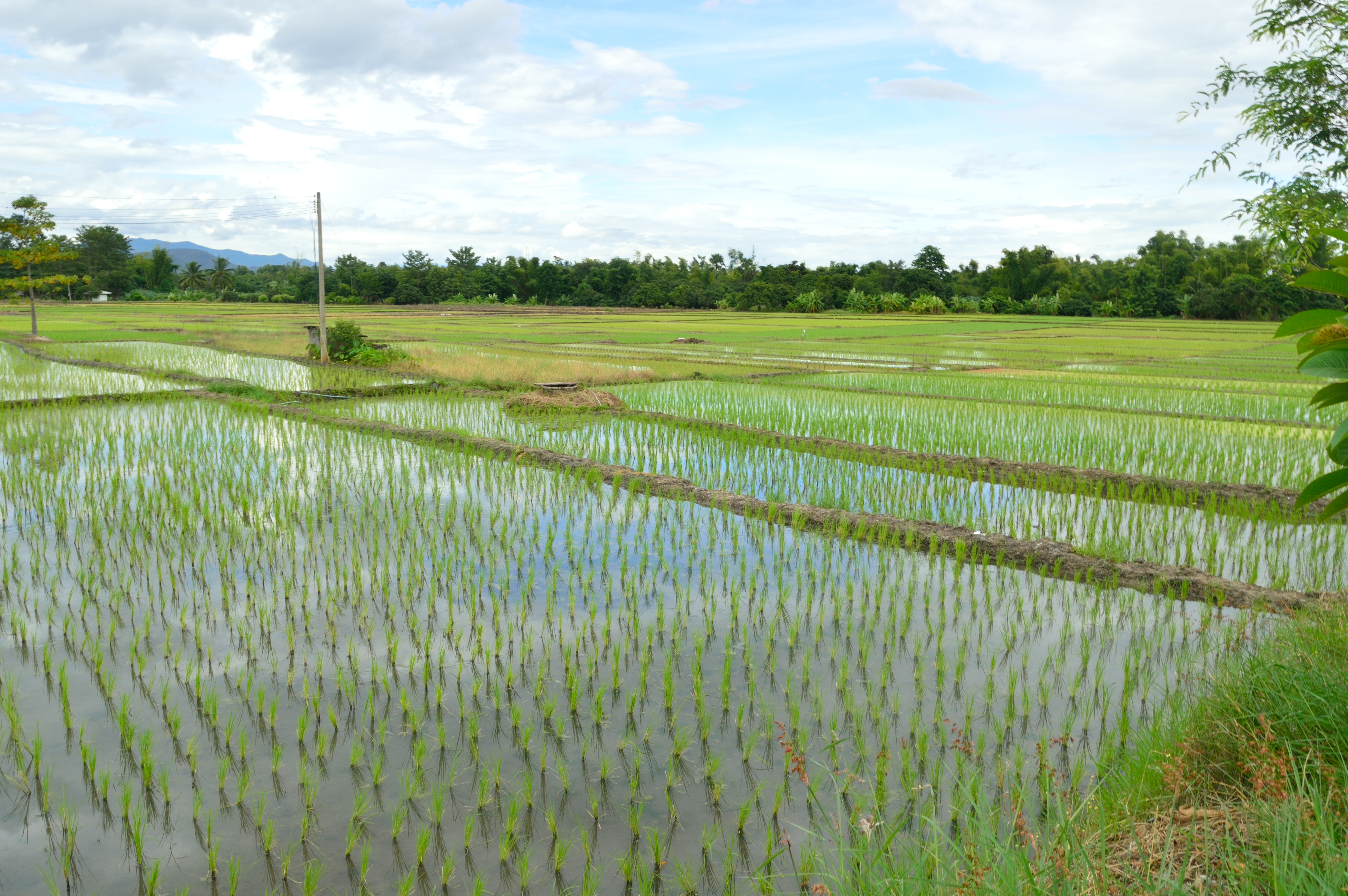
Le tipiche risaie del paese.

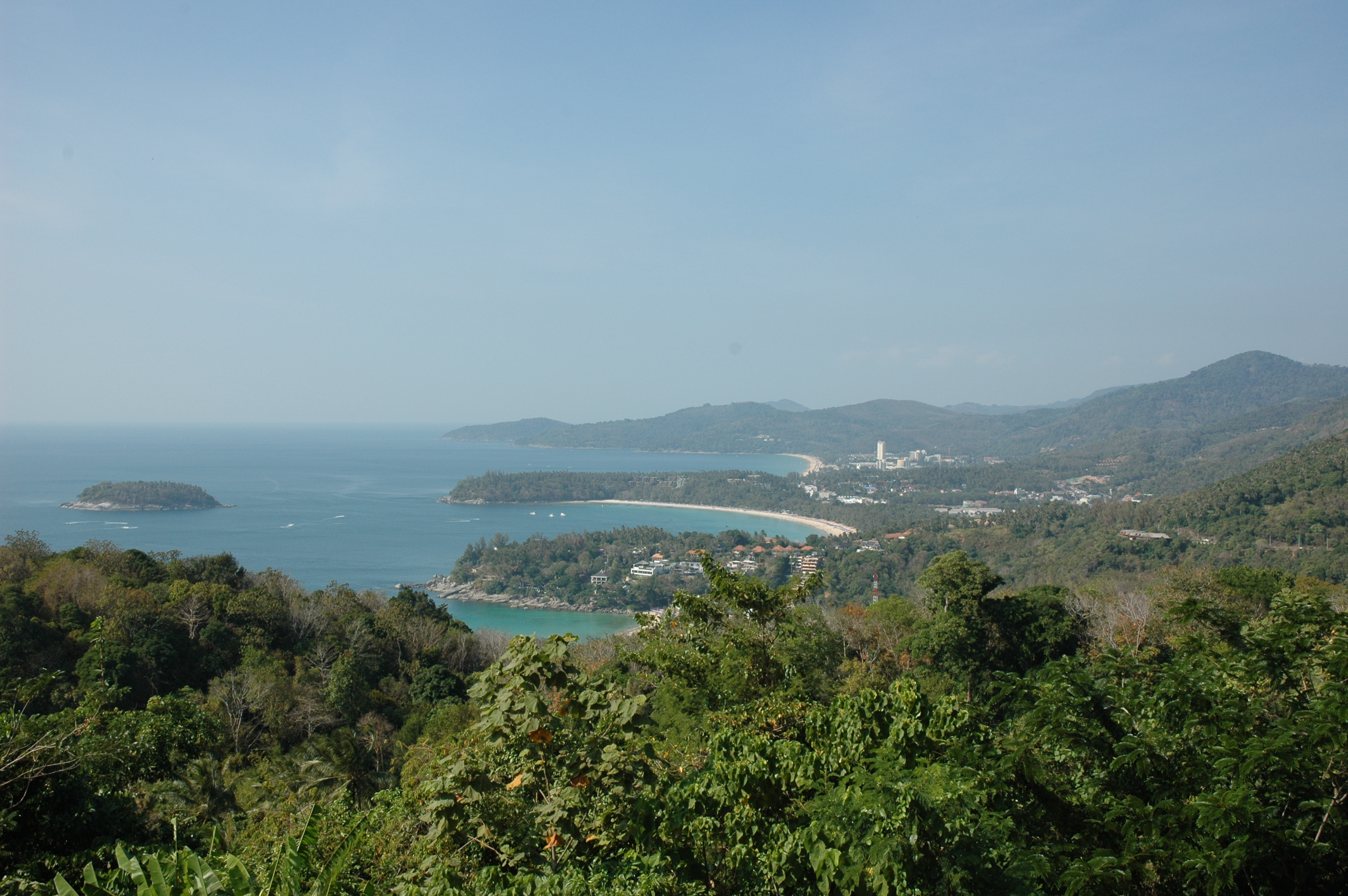
Panorama di Phuket.

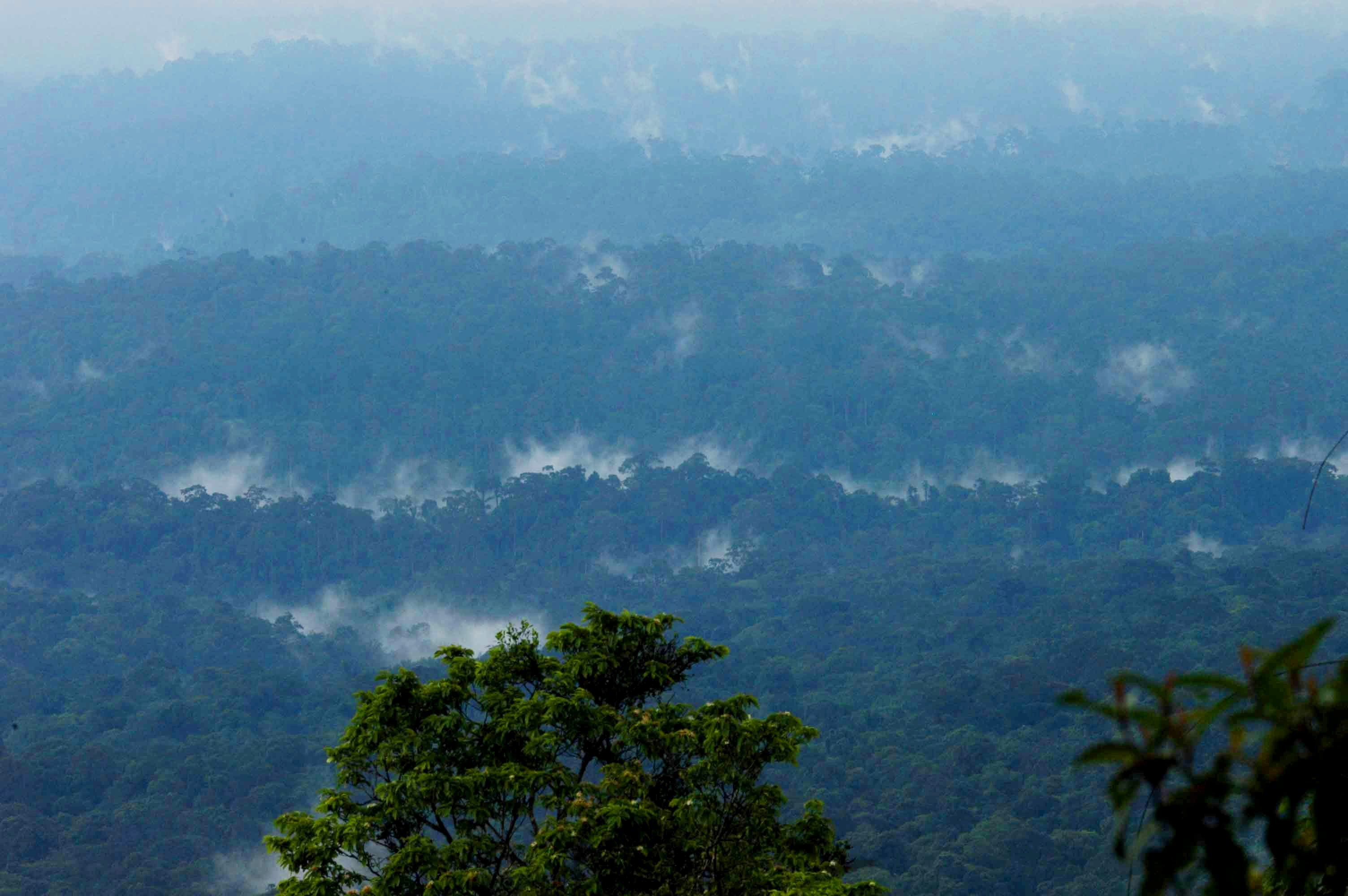
La foresta pluviale tropicale.

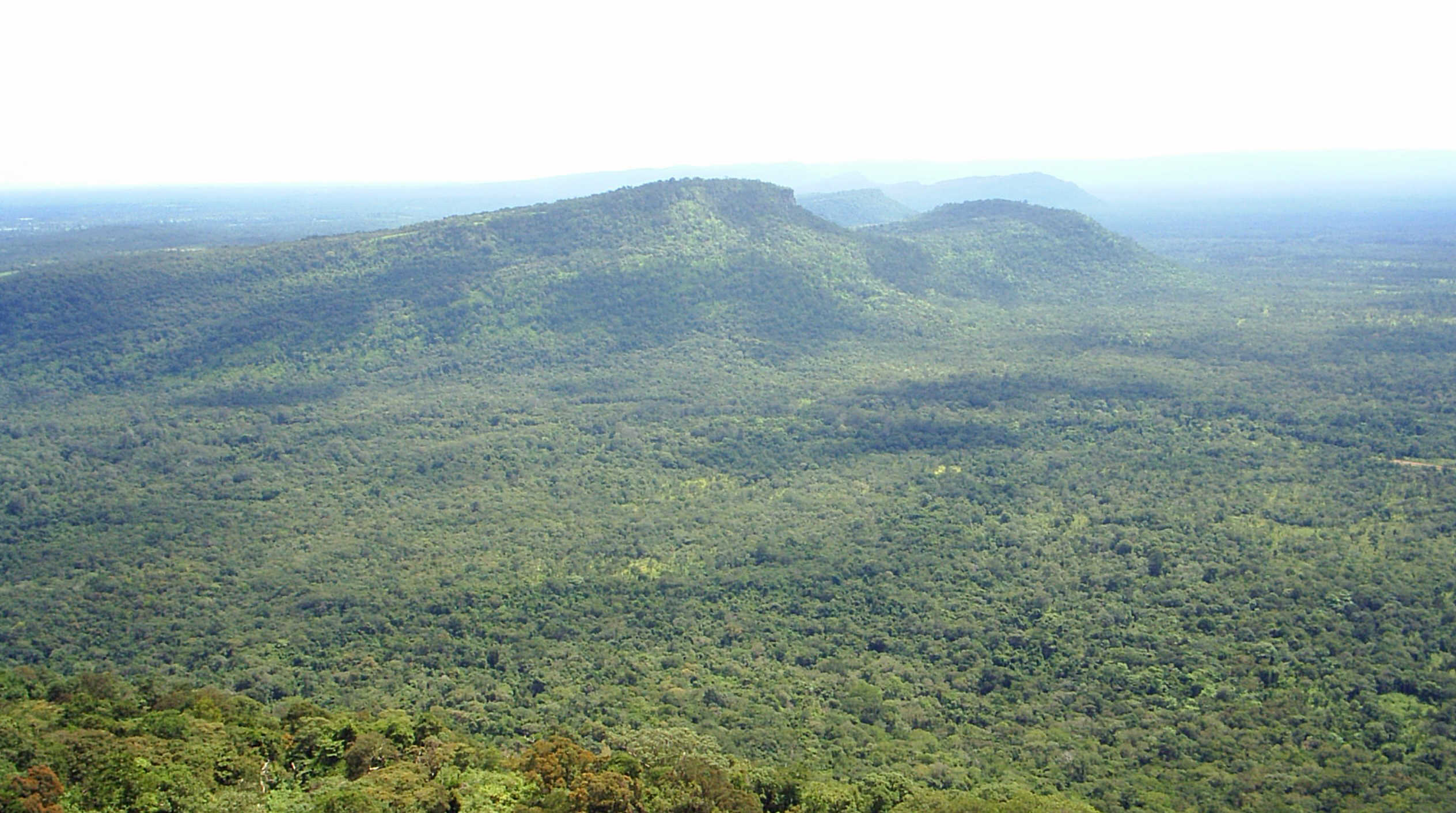
I monti Dangrek.

La Thailandia, che ha all'incirca una superficie simile a quella della Spagna o della Francia, è costituita da due estese aree geografiche: una più grande sezione principale, a nord, e una più piccola propaggine peninsulare, a sud. Il cuore principale del paese confina con il Myanmar (Birmania) a ovest, con il Laos a nord e ad est, con la Cambogia a sud-est, e con il golfo di Thailandia a sud. La Thailandia peninsulare si prolunga verso sud dall'angolo sud-occidentale del paese lungo il margine orientale della penisola malese; il Myanmar si estende lungo la porzione occidentale della penisola fino all'altezza dell'istmo di Kra, dopodiché la Thailandia occupa l'intera penisola fino a raggiungere il suo confine meridionale con la Malaysia, che corre grosso modo all'altezza dei 6° N di latitudine.

## Morfologia
La morfologia della Thailandia è molto varia: si passa da montagne poco elevate a fertili pianure alluvionali costellate di risaie, fino a spiagge sabbiose situate a latitudini equatoriali dove imperversano i monsoni asiatici. Il paese può essere suddiviso in cinque distinte regioni fisiografiche: i corrugamenti montuosi del nord e dell'ovest, l'altopiano del Khorat nel nord-est, il bacino del fiume Chao Phraya nel centro, l'angolo marittimo della regione centrale nel sud-est, e la lunga e sottile porzione peninsulare nel sud-ovest.
Le montagne settentrionali, proseguimento sud-orientale del processo orogenetico che ha formato l'Himalaya, sono lunghe creste granitiche che si formarono quando grandi masse di roccia fusa si aprirono la strada emergendo attraverso i più antichi strati sedimentari sovrastanti. Si estendono verso sud a partire dalla provincia cinese dello Yunnan, dove il Mekong e il Saluen si allontanano dopo l'Area protetta dei tre fiumi paralleli, zona in cui  Mekong, Saluen e lo Yangtze scorrono paralleli e ravvicinati. L'orografia del nord è quindi compresa tra i corsi del Mekong a est e del Saluen a ovest con una serie di catene montuose parallele che si sviluppano lungo l'asse nord-sud. La parte occidentale delle montagne ha origine nell'Altopiano Shan, il cui prolungamento verso sud è la catena Daen Lao, che segna il confine con la Birmania. Dai monti Daen Lao hanno origine verso sud le catene dei Thanon Thong Chai a ovest e dei Dawna a ovest; entrambe a loro volta fanno da confine con la Birmania e proseguono a sud con i Monti del Tenasserim, che costituiscono la spina dorsale della penisola malese e raggiungono, alla loro estremità meridionale, la Malaysia.
I monti Thanon Thong Chai sono considerati i più estesi del Paese, hanno un'altitudine media di circa 1600 m, coprono una superficie di 500 km lungo l'asse nord-sud e 200 lungo l'asse est-ovest e sono composti da tre catene parallele, quella a ovest segna il confine con la Birmania, quella a est è chiamata catena Doi Inthanon e comprende il monte Inthanon, che con i suoi 2585 m è la cima più alta del Paese. La vetta si trova nella provincia di Chiang Mai e nei pressi della storica città di Chiang Mai si trova il monte Suthep, sito di un famoso santuario buddhista e del palazzo reale estivo. All'interno di alcune impervie colline calcaree si aprono caverne in cui sono stati portati alla luce resti di uomini preistorici. Nella parte centrale del nord si trovano altre catene disposte da nord a sud, la Khun Tan, tra i fiumi Ping e Wang, e le due catene parallele dei monti Phi Pan Nam, la occidentale tra il Wang e lo Yom e la orientale tra lo Yom e il Nan. Si trovano infine i monti di Luang Prabang; segnano il confine con il Laos settentrionale e comprendono il monte Soi Dao, che raggiunge i 1668 m. Verso sud si estendono nei monti Phetchabun, che costituiscono il limite a nord-ovest dell'altopiano di Korat.
L'altopiano di Korat si estende in tutta la Thailandia del Nordest, detta anche Isan, un vasto tavolato contornato a nord e a est dal Mekong. Si è formato attraverso il sollevamento lungo due faglie crostali disposte perpendicolarmente, una con andamento nord-sud a ovest e l'altra, con andamento est-ovest, a sud. Di conseguenza, le rocce sedimentarie sottostanti vennero inclinate, piuttosto che sollevate in modo uniforme. Questa inclinazione portò alla creazione di catene di basse colline e montagne lungo i margini occidentale e meridionale dell'altopiano. Nella zona occidentale i monti Phetchabun proseguono verso sud con i monti Dong Phayayen e quindi verso sud-est con i monti Sankamphaeng, oltre i quali si trovano i monti Dângrêk (in thailandese: Dong Rak), che si estendono lungo l'asse est-ovest e segnano il confine con la Cambogia settentrionale. L'altitudine dell'altopiano varia da circa 200 m nel nord-ovest a circa 90 m nel sud-est. Il territorio è ondulato, e le cime delle colline generalmente sono inclinate verso sud-est, in conformità con l'inclinazione della regione. Tra il centro e il nord-est dell'altopiano si trovano i monti Phu Phan, che dividono il bacino di Sakon Nakhon a nord da quello più ampio a sud di Korat.
Situato tra le catene montuose settentrionali e occidentali e l'altopiano di Korat vi è l'esteso bacino del fiume Chao Phraya, cuore culturale ed economico della Thailandia. La regione, talvolta chiamata anche Pianura Centrale, è costituita da una serie di pianure ondulate e pesantemente erose a nord, la piatta e poco elevata pianura alluvionale e il delta del Chao Phraya a sud. La pianura si è formata in seguito al dilavamento di immense quantità di sedimenti trasportati dalle montagne dagli affluenti del Chao Phraya, che ha prodotto vasti depositi di conoidi alluvionali.
La campagna del sud-est, generalmente ondulata, presenta elevate colline al centro e a est è separata dalla Cambogia dai Monti dei Cardamomi. Sul lato ovest, nei pressi di Chonburi si trova l'isolato monte Khiao, che si innalza fino a 797 m. Altre colline si spingono fin quasi al mare e creano una linea costiera frastagliata, contornata da molte isole. Con le loro lunghe distese di spiagge sabbiose, alcune città costiere come Chon Buri e Rayong e alcune isole sono divenute popolari località turistiche frequentate in ogni periodo dell'anno.
La parte meridionale del Paese si estende lungo la penisola malese, attraversata dai monti del Tenasserim, con una linea costiera sabbiosa che digrada dolcemente. Montagne che raggiungono i 1500 m si trovano ad ovest della penisola; fra di esse si aprono stretti passi che collegano la Thailandia alla Birmania. Queste catene separano il mar delle Andamane dal mar Cinese Meridionale, man mano che la penisola si restringe nei pressi del confine con la Malesia. Al largo della costa occidentale, impervia ed estremamente frastagliata, si trovano numerose grandi isole, tra cui Phuket, ricca di stagno; insieme ad altre isole quali Samui e Phiphi, è divenuta una celebre destinazione turistica, e per popolarità ha superato Hua Hin, la vecchia località turistica che si affaccia sul golfo del Siam.

## Idrografia
La Thailandia è solcata in gran parte da due sistemi fluviali: quello del Chao Phraya ad ovest e quello del Mekong ad est. Tre grandi fiumi delle montagne settentrionali - il fiume Ping (con il suo affluente Wang, lo Yom  e il Nan - scorrono generalmente verso sud attraverso strette vallate fino alle pianure e si uniscono a formare il Chao Phraya, il principale fiume della Thailandia). La sua Golena | pianura alluvionale deltizia è tutta un intrecciarsi di numerosi piccoli canali e viene raggiunta da altri fiumi - in particolare il Pa Sak - man mano che il Chao Phraya scorre verso la sua foce nel Golfo del Siam | golfo di Thailandia. Le inondazioni del pianeggiante delta fluviale | delta durante la stagione delle piogge favoriscono la coltivazione del riso, anche se i terreni più elevati agli estremi margini orientali e occidentali della pianura necessitano di essere irrigati. L'intero delta in passato faceva parte del golfo di Thailandia, ma con il passare del tempo i sedimenti trasportati giù dal nord hanno finito con il colmarlo. Una quantità così imponente di limo è un continuo ostacolo per la navigazione fluviale, ma contribuisce ad estendere nel golfo la foce del fiume e più in generale le coste marine.
I fiumi dell'altopiano di Korat si dirigono generalmente verso sud-est e si gettano nel Mekong. I principali sono il Chi e il Mun. Le inondazioni di questi fiumi hanno costituito un'importante fonte di acqua per la produzione di riso nella Thailandia del Nordest. Tuttavia, esse sono state per lungo tempo imprevedibili, sia per quantità che per frequenza, e i problemi da esse derivati si sono aggravati sempre più man mano che il terreno veniva deforestato e messo a coltura. Nella regione è inoltre presente una falda freatica quasi superficiale che contiene per lo più acqua stagnante non potabile. Gran parte dello stesso Mekong, situato lungo il confine tra Thailandia e Laos, è a sua volta costellato di isole o interrotto da rapide insormontabili. Nel nord-ovest, il grande fiume Saluen segna per un lungo tratto il confine con la Birmania.
Il sud-est del paese e la regione peninsulare sono drenate da torrenti e fiumi piuttosto brevi. Nel sud-est i fiumi a nord confluiscono nel delta del Chao Phraya, mentre quelli a ovest e a sud si gettano direttamente in mare, dove hanno edificato piccoli bacini alluvionali e delta lungo la costa. Le foci di questi fiumi lungo la costa meridionale consistono in piane di marea e paludi di mangrovie. Quasi tutti i fiumi della penisola si gettano nel golfo di Thailandia, il più lungo è il Pattani, che nasce ai confini con la Malesia.
Dalla metà degli anni 1960, sono state costruite varie dighe, soprattutto nel nord e nel nord-est del paese, che hanno migliorato il controllo delle piene e reso possibile la produzione di energia idroelettrica e l'espansione delle aree agricole che possono essere irrigate. Molte di queste dighe hanno provocato le proteste delle locali popolazioni rurali, che hanno perso le case e i terreni senza ricevere adeguati compensi.

## Suoli
I grandi depositi alluvionali nelle vallate fluviali contengono i suoli più fertili della Thailandia e vengono nuovamente colmati ogni anno con i sedimenti trasportati dai fiumi gonfi delle piogge monsoniche annuali. Spicca tra queste aree la pianura alluvionale deltizia del Chao Phraya, ma anche i bacini relativamente pianeggianti delle montagne settentrionali, varie zone sparse lungo il corso dei fiumi Mun e Chi nell'altopiano del Khorat, e gran parte della costa presentano ricchi suoli alluvionali. Al di fuori di queste zone, i suoli tendono ad essere relativamente sterili, e composti da lateriti altamente lisciviate. Nei pressi del Mekong, un elevato contenuto salino in alcuni suoli limita la produzione dei raccolti, ma i depositi di sale vengono tuttavia sfruttati commercialmente.

## Clima
I principali fattori che influenzano il clima della Thailandia sono la sua posizione geografica all'interno della zona monsonica tropicale del Sud-est asiatico continentale e alcune caratteristiche topografiche che influiscono sulla distribuzione delle precipitazioni. A partire da maggio, le calde masse di aria umida del monsone di sud-ovest si dirigono verso nord-est attraverso la regione dall'oceano Indiano, depositando grandi quantità di precipitazioni; le piogge raggiungono il loro picco in settembre. Tra novembre e febbraio i venti invertono la loro direzione, e il monsone di nord-est porta con sé aria fredda e relativamente asciutta, man mano che prosegue verso sud-ovest, facendo scendere le temperature in gran parte del paese. In marzo e aprile, le masse di aria stagnante danno vita ad un caratteristico periodo intermonsonico caldo e asciutto.
Le alture provocano variazioni locali nel generale modello climatico, specialmente nella penisola: Ranong, sulla costa occidentale, riceve ogni anno circa 4000 mm di precipitazioni, mentre Hua Hin, sulla costa orientale, ne riceve meno di 1000 mm. Fenomeni di ombra pluviometrica simili, ma meno pronunciati, si riscontrano lungo i margini occidentali della Pianura Centrale e sull'altopiano del Khorat. Songkhla, all'estremità meridionale della Thailandia peninsulare, ha la sua stagione delle piogge durante i mesi freddi, a causa dell'umidità che il monsone di nord-est raccoglie durante il suo passaggio sul golfo di Thailandia.
In tutto il paese, le temperature sono relativamente stabili durante tutto l'anno, con medie comprese tra i 25 e i 29 °C. Le maggiori fluttuazioni si rilevano nel nord, dove in dicembre, alle quote più elevate, si verificano occasionali gelate; al contrario, le influenze marittime mitigano il clima nel sud. Le masse di aria più fresca e asciutta del monsone di nord-est generano frequenti nebbie mattutine che generalmente si dissipano verso mezzogiorno nelle regioni settentrionali e nord-orientali. L'umidità è estremamente elevata durante la stagione delle piogge.

## Flora e fauna
La Thailandia è un paese di foreste, praterie disseminate da arbusti e aree umide paludose costellate da loti e ninfee. A partire dalla metà del XX secolo, la superficie totale del paese occupata dalle foreste è diminuita da oltre la metà a meno di un terzo. L'abbattimento delle foreste per creare terreni agricoli (comprese piantagioni di alberi), l'eccessivo sfruttamento del legname, e la scarsa gestione delle risorse sono state le cause principali di questo declino. Le foreste sono costituite soprattutto da essenze dure quali il teak e da specie della famiglia Dipterocarpaceae, sfruttate sia per il legname che per la resina. Come altrove nel Sud-est asiatico, sono comuni palme, rattan e molti tipi di felci. Dove le foreste sono state abbattute e non ripiantate, si è sviluppata una crescita secondaria di erbe e arbusti che spesso limita l'utilizzo del suolo per l'agricoltura. Loti e ninfee costellano la maggior parte degli stagni e delle paludi di tutto il paese.
Il popolo thai tradizionalmente utilizzava bufali d'acqua, buoi, cavalli ed elefanti per arare e dissodare i campi, trasportare merci e persone, e spostare carichi pesanti. A partire dagli anni ottanta, tuttavia, gli animali da tiro sono stati rimpiazzati dalle macchine, e, fatta eccezione per le aree più remote del paese, gli animali utilizzati per il trasporto sono stati rimpiazzati da moto, camion, automobili e autobus. La richiesta di elefanti da lavoro è scomparsa quasi completamente con la messa al bando dello sfruttamento del legname nel 1989, e gli elefanti domestici sono stati assorbiti nel settore turistico.
La rapida deforestazione, assieme al notevole aumento della richiesta di animali esotici, si è rivelata deleteria per la fauna selvatica. Rinoceronti e tapiri, un tempo diffusi in molte parti del paese, sono pressoché scomparsi del tutto, così come le mandrie di elefanti selvatici. Una sorte simile è toccata ai gibboni e ad alcune specie di scimmie ed uccelli. Nonostante siano stati effettuati seri sforzi per impedire la vendita illegale di specie minacciate, essi hanno avuto solo un successo limitato. Come per altre normative sulla conservazione, che hanno una lunga storia in Thailandia, è stato difficile attuare e far rispettare tali leggi.
Un tempo le acque della Thailandia, sia di acqua dolce che marine, abbondavano di pesci, nonché di gamberetti, gamberi e granchi di mare, ma il loro numero è rapidamente precipitato a causa della sovrapesca e della distruzione dei loro habitat naturali. Molti dei gamberetti e dei gamberi che vengono venduti nei mercati locali o esportati provengono da appositi allevamenti. Oggi, è più facile vedere un serpente, tra cui cobra reali e alcune specie di velenosi serpenti d'acqua, nelle fattorie dei rettili piuttosto che in natura, nonostante siano ancora comuni. Lo stesso discorso è valido anche per i coccodrilli, ancora presenti in natura nel sud del paese.
Zanzare, formiche, coleotteri e altri insetti - così come le lucertole che danno loro la caccia - sono sempre numerosissimi, perfino negli ambienti urbani. Il baco da seta ha contribuito notevolmente all'industria della seta, per la quale la Thailandia è divenuta famosa.